# AcadeMedia
AcadeMedia AB ist ein schwedisches Unternehmen aus dem Bildungsbereich und beschäftigt als Nordeuropas größter Anbieter für private Bildung rund 12.500 Mitarbeiter.

## Unternehmensstruktur und -kennzahlen
AcadeMedia betreibt rund 550 Kindertagesstätten, Schulen und Einrichtungen für Erwachsenenbildung in Schweden, Norwegen und Deutschland.
Das Unternehmen ist in Schweden und Norwegen Mitglied in staatlichen und kommunalen Gremien zur Weiterentwicklung von Bildungskonzepten. Hauptsitz des Unternehmens ist Stockholm, Sitz der AcadeMedia GmbH in Deutschland ist München.
Der Gesamtumsatz der AcadeMedia AB belief sich im Geschäftsjahr 2015/16 auf 8,6 Mrd. SEK bei einem Reingewinn von 319 Mio. SEK.

## Geschichte
AcadeMedia wurde 1996 als Unternehmen für die Erwachsenenbildung gegründet. 2007 begann das Unternehmen, durch Übernahme anderer Bildungseinrichtungen zu expandieren, zunächst NTI („Nordens Teknikerinstitut“), Knowledge Partner Syd und LBS-Schule. Es folgten weitere Aufkäufe sowie Fusionen mit Anew Learning (2008, u. a. Vittra) und Hermods (2014). Seit Februar 2016 ist die AcadeMedia AB auch in Deutschland aktiv. Mit der Übernahme der Kita-Gruppe Joki Kinderbetreuung, die sieben bilinguale Krippen und Kindergärten in München betreibt, baut die AcadeMedia AB ihr Europageschäft aus. Seit April 2017 gehört auch die Berliner Kitagruppe Stepke zur Unternehmensgruppe. Im März 2018 haben sich die 12 Einrichtungen der KTS Verwaltungs GmbH (Kita Luna & Zwergerlhaus) in München ebenfalls der Gruppe angeschlossen. Auch die norwegische Espira Kinderbetreuung gibt es seit 2018 in Deutschland.
Ab 2001 wurde AcadeMedia  an der Stockholmer Börse notiert. Zunächst befand sich die Aktie im Streubesitz, bis 2010 große Anteile von EQT (79,6 %) und Providence (17,7 %) aufgekauft wurden. Noch im gleichen Jahr wurde AcadeMedia von der Börse genommen und ging 2011 in den alleinigen Besitz von EQT über. Seit 2016 wird die Aktie wieder am Nasdaq Stockholm gehandelt.